# Paus Pius III
Pius III, geboren als Francesco Todeschini Piccolomini (Siena, 29 mei 1439 - Rome, 18 oktober 1503) was paus van 22 september tot 18 oktober 1503.
Hij was aartsbisschop van Siena van 1460 tot 1503, het jaar dat hij tot paus verkozen werd.
Hij was een neef van Pius II, en betoonde zich lange tijd een hervormingsgezinde figuur binnen het college van kardinalen. Zo protesteerde hij openlijk tegen de politieke intriges van Alexander VI. Hij volgde Alexander op en nam ogenblikkelijk stappen ter hervorming van het pauselijke hof. Hij overleed echter binnen een maand na zijn verkiezing aan een beenzweer (volgens sommigen door vergiftiging), tot teleurstelling van de hervormingsgezinden. Zijn opvolger was Julius II.